# Robert Fournier-Sarlovèze
Pour les articles homonymes, voir Fournier et Fournier-Sarlovèze.
Mortimer Henri-Robert Fournier-Sarlovèze dit Robert est un homme politique et joueur de polo français, né à Paris 8e le 14 janvier 1869, et mort à Compiègne le 18 juillet 1937.

## Biographie
Il s'engage d'abord dans l'école spéciale militaire de Saint-Cyr, d'où il sort en 1892. Lieutenant de cavalerie, il démissionne de l'armée en 1900.
Il est le fils de Raymond Fournier-Sarlovèze, ancien préfet et peintre historique dont les fresques décorent encore la salle du conseil municipal de l'hôtel de ville de Compiègne, et petit-fils de Henri Ternaux-Compans, Mortimer-Robert Fournier-Sarlovèze est élu maire de Compiègne en 1904, et le reste jusqu'en 1935, période pendant laquelle il va surtout mettre en valeur l'héritage historique de sa ville. Il fait partie au début du siècle de l'équipe Bagatelle Polo Club de Paris qui remporte la médaille de bronze aux Jeux olympiques d'été de 1900.
Conseiller général de l'Oise, il est élu député en 1910, sur un programme clairement affiché à droite : lutte contre « l'anticléricalisme » des radicaux et refus de l'impôt sur le revenu.
Battu en 1914, il retrouve cependant son siège en 1919 et s'inscrit au groupe de l'Entente républicaine démocratique, devenu Union républicaine démocratique lorsqu'il est réélu, en 1924 et 1928.
Son activité parlementaire a été essentiellement consacrée aux questions intéressant son département et sa circonscription, et assez peu aux questions politiques générales.
Malade et fatigué, il ne se représente pas aux élections législatives de 1932. 
Il est sévèrement battu aux élections municipales de 1935 par le baron James de Rothschild.
Il décède le 18 juillet 1937.

## Palmarès

### Polo Club de Paris
| Année | Compétition     | Pays                                    | Résultat                            | Matchs (buts) |
| ----- | --------------- | --------------------------------------- | ----------------------------------- | ------------- |
| 1900  | Jeux olympiques | Équipe mixte ( France/ Grande-Bretagne) | Médaille de bronze, Jeux olympiques | 1             |

## Sources
- « Robert Fournier-Sarlovèze », dans le Dictionnaire des parlementaires français (1889-1940), sous la direction de Jean Jolly, PUF, 1960 [détail de l’édition]